# Raphael Thattil
Raphael Thattil (Thrissur, 21 de abril de 1956) é um prelado indiano da Igreja Católica Siro-Malabar, atual Arcebispo Maior de Ernakulam-Angamaly e líder da Igreja Católica Siro-Malabar.

## Biografia
Após a formação no seminário em Vadavathoor, obteve o doutorado em direito canônico oriental no Pontifício Instituto Oriental de Roma. Ele é fluente em malaiala e inglês e sabe italiano e alemão.
Em 21 de dezembro de 1980, Raphael Thattil recebeu a ordenação presbiteral para a Diocese de Thrissur de Mar Joseph Kundukulam. Depois, exerceu os encargos de vigário adjunto em Aranattukara (1981), prefeito do Seminário Menor (1982), vice-chanceler da Cúria Eparquial (1988), vice-reitor do Seminário Menor (1991), diretor do Centro Bíblico Catequético Litúrgico Diocesano (1992-1995), chanceler e juiz eparquial (1995-2000), primeiro reitor do Seminário Mary Matha (1998-2007), onde deu uma forte contribuição para o crescimento do Seminário Maior, e protossincelo da Arquieparquia de Thrissur (2007-2010).
Em 15 de janeiro de 2010, o Papa Bento XVI o nomeou bispo auxiliar de Thrissur, atribuindo a dignidade de bispo titular de Buruni. Recebeu a ordenação episcopal em  10 de abril do mesmo ano, na Catedral Nossa Senhora de Lurdes de Trichur, de Mar Andrews Thazhath, arquieparca de Thrissur, coadjuvado pelo eparca de Palghat, Jacob Manathodath, e o arquieparca emérito de Thrissur, Jacob Thoomkuzhy.
Em 11 de janeiro de 2014, o Papa Francisco o nomeou visitador apostólico aos cristãos siro-malabares na Índia que vivem fora do território ancestral da Arquieparquia Maior de Ernakulam-Angamaly.
Com o estabelecimento da Eparquia de Shamshabad em 10 de outubro de 2017, o Papa Francisco o nomeou seu primeiro eparca diocesano. A posse ocorreu em 7 de janeiro de 2018.
Foi eleito pelo Sínodo da Igreja Siro-Malabar em 9 de janeiro de 2024 como novo Arcebispo Maior de Ernakulam-Angamaly e presidente de seu sínodo, sendo confirmado pelo Papa Francisco no dia seguinte.